# Aridiszol
Az aridiszol egy talajrend az USDA-talajtaxonómiában, arid és szemiarid területek (sivatagok, félsivatagok) talajai, a Föld jégmentes felszínének kb. 12%-át foglalják el. Nagyon alacsony a szerves anyag tartalmuk, a vízhiány a meghatározó aridiszol jellemző. A korlátozott kilúgozódás gyakran azt eredményezi, hogy egy vagy több felszín alatti horizontban szuszpendált vagy oldott ásványok rakódnak le: szilikát agyagok, nátrium-, kalcium-karbonát, gipsz vagy oldható sók. A sófelhalmozódás a felszínen sóvirágzást okozhat.

## Alrendek
- Argid - agyag-felhalmozódásos aridiszol.
- Calcid - kalcium-karbonát felhalmozódásos aridiszol.
- Cambid - gyengén fejlett B horizontú aridiszol.
- Cryid - hideg éghajlatok aridiszola.
- Durid - aridiszol szilikát-cementált felszín alatti horizonttal.
- Gypsid - gipsz-felhalmozódásos aridiszol.
- Salid - oldható sókkal felhalmozott aridiszol.

## Külső hivatkozások
- Aridisols. USDA-NRCS. (Hozzáférés: 2006. május 14.)